# 新库尔拉克农村居民点
新库尔拉克农村居民点（俄语：Новокурлакское сельское поселение）是俄罗斯联邦沃罗涅日州安纳区所属的一个农村居民点。其下辖有5个居民点，行政中心为新库尔拉克。据2016年统计，该农村居民点的人口为1205人。